# ناسیونالیسم و مبارزات ضداستعماری کشورهای آفریقای شرقی
ناسیونالیسم و مبارزات ضداستعماری کشورهای آفریقای شرقی کتابی از مسعود انصاری است که در سال ۱۳۴۵ منتشر و برندهٔ جایزه کتاب سال سلطنتی شد.